# Vorderrehberg
Vorderrehberg ist ein Gemeindeteil des Marktes Marktleugast im Landkreis Kulmbach (Oberfranken, Bayern). Vorderrehberg liegt in der Gemarkung Neuensorg.

## Lage
Der Weiler liegt auf einem Höhenzug des Frankenwaldes und ist allseits von Acker- und Grünland umgeben. Südwestlich des Ortes befinden sich einige Weiher; es entspringt dort der Kleine Rehbach, ein linker Zufluss des Großen Rehbachs. Eine Gemeindeverbindungsstraße führt nach Hinterrehberg (0,9 km nordwestlich) bzw. nach Neuensorg zur Kreisstraße KU 13 (0,3 km südöstlich). Eine weitere Gemeindeverbindungsstraße führt zur Staatsstraße 2158 (0,3 km nordöstlich).

## Geschichte
Gegen Ende des 18. Jahrhunderts bestand Vorderrehberg aus sieben Anwesen (1 Hof, 2 Halbhöfe, 2 Söldengüter, 2 Tropfhäuser). Das Hochgericht übte das bambergische Centamt Marktschorgast aus. Das bambergische Kastenamt Stadtsteinach war Grundherr sämtlicher Anwesen.
Mit dem Gemeindeedikt wurde Vorderrehberg dem 1811 gebildeten Steuerdistrikt Marktleugast und der im selben Jahr gebildeten Ruralgemeinde Marktleugast zugewiesen. Am 28. Januar 1845 erfolgte die Überweisung an die neu gebildete Gemeinde Neuensorg. Im Zuge der Gebietsreform in Bayern wurde Vorderrehberg am 1. Januar 1978 nach Marktleugast eingegliedert.

### Baudenkmäler
- Haus Nr. 1: Relief der Muttergottes

### Einwohnerentwicklung
| Jahr      | 001818 | 001819 | 001861 | 001871 | 001885 | 001900 | 001925 | 001950 | 001961 | 001970 | 001987 |
| Einwohner |        | 60 *   | 62     | 87     | 93     | 53     | 35     | 34     | 21     | 17     | 19     |
| Häuser    | 8      |        |        |        | 7      | 5      | 5      | 6      | 4      |        | 4      |
| Quelle    | [ 6 ]  | [ 9 ]  | [ 10 ] | [ 11 ] | [ 12 ] | [ 13 ] | [ 14 ] | [ 15 ] | [ 16 ] | [ 17 ] | [ 1 ]  |

## Religion
Vorderrehberg ist katholisch geprägt und gehört bis heute zur Kirchengemeinde St. Bartholomäus und Martin (Marktleugast), einer Filiale von Mariä Heimsuchung.